# Willard Schmidt
Willard Theodore Schmidt (Swanton, Nebraska, 14 de febrero de 1910 - Coffeyville, Kansas, 13 de abril de 1965) fue un  jugador de baloncesto estadounidense. Con 2,05 m de estatura, su puesto natural en la cancha era el de pívot. Fue campeón olímpico con Estados Unidos en los Juegos Olímpicos de Berlín de 1936.